# Ignace Casimir Goube
Pour les articles homonymes, voir Goube.
Ignace Casimir Goube, né le 15 février 1750 à Valenciennes et mort le 17 avril 1841 à Mont-Saint-Aignan, est un maire de Rouen sous la Révolution.

## Biographie
Ignace Joseph Casimir Goube naît le 15 février 1750 à Valenciennes, paroisse Notre-Dame de la Chaussée, de Jean-Baptiste Goube, receveur de l'archevêché de Cambrai et de Marie Claire Durand. Son grand-père paternel est François Joseph Ignace Goube, marchand brasseur et son grand-père maternel est Romain Durand, chirurgien major de Valenciennes. Il a un frère, Louis César, curé de Saint-Hildevert de Gournay en 1792, qui abdiquera le 6 frimaire an II ses fonctions de curé et de prêtre. Il se mariera et ira s'installer dans la région nantaise. Ignace Casimir Goube se marie avec Jeanne Eugénie Leboullenger avec qui il aura au moins une fille.
Élève du collège des Jésuites, il est reçu avocat en 1770. Il est appelé la même année par Monsieur de Château-Giron, directeur des fermes à Rouen où il s'établit. Il devient receveur général des gabelles jusqu'en 1787-1788.
Enfermé comme suspect pendant la Révolution, il sort de prison après le 9 thermidor. Libre, il prend la tête de la municipalité de Rouen le 13 messidor an III, qu'il occupe jusqu'au 25 brumaire an IV. Il devient ensuite administrateur des hospices.
Sous le Concordat, il est nommé conservateur du 3e arrondissement forestier.
Il contribue à la création de la Caisse d'épargne de Rouen puis à la réorganisation et au rétablissement en 1819 de la Société centrale d'agriculture de Seine-Inférieure, dont il sera le secrétaire perpétuel. Il sera de 1819 à 1831 un des principaux rédacteurs du journal publié par la Société d'agriculture.
Vers la fin 1830, il se retire à Mont-Saint-Aignan où il meurt 17 avril 1841.

## Ouvrages
- Traité de la physique végétale des bois, Paris, 1801.
- Traité de la vie et de l'organisation des plantes, Rouen, Mégard, 1810.
- Histoire du duché de Normandie, Rouen, Mégard, 1815 (3 vol.).